# Agnieszka Rayss
Agnieszka Rayss (ur. 1970 w Lublinie) – polska artystka, fotografka. Z wykształcenia jest historyczką sztuki. Fotografka jest najbardziej znana ze swoich zdjęć publikowanych w prasie głównego nurtu: „Przekrój”, „Polityce” czy „Rzeczpospolitej” oraz z fotografii dokumentalnych tworzonych w ramach projektów Sputnik Photos – kolektywu założonego w 2006 roku przez fotografów i dokumentalistów z Europy Środkowo-Wschodniej. Rayss jest wielokrotną laureatką konkursów fotograficznych w Polsce m.in.: Newsreportaż, Grand Press Photo, BZ WBK oraz za granicą: POYI68, Hasselblad Masters Award.

## Życiorys
Agnieszka Rayss związana z warszawskim środowiskiem fotograficznym – obecnie mieszka i pracuje w Warszawie. Jest absolwentką Historii Sztuki Uniwersytetu Jagiellońskiego. Ukończyła też Studium Fotografii Związku Polskich Artystów Fotografików oraz Europejskiej Akademii Fotografii. Ponadto jest absolwentką Laboratorium Reportażu przy Collegium Civitas w Warszawie. Szczególne miejsce w twórczości Agnieszki Rayss zajmuje fotografia reportażowa, fotografia dokumentalna – w zdecydowanej większości obrazująca skutki przemian politycznych oraz ich wpływ na życie mieszkańców krajów dawnego Związku Radzieckiego i krajów Europy Środkowo-Wschodniej. W 2006 roku została współzałożycielką kolektywu fotografów Sputnik Photos, skupiającego artystów fotografów pochodzących z Europy Środkowo-Wschodniej.
Agnieszka Rayss jest autorką oraz współautorką wielu wystaw fotograficznych w Polsce i za granicą; indywidualnych, zbiorowych, pokonkursowych – krajowych i międzynarodowych. Publikowała swoje zdjęcia w wielu czasopismach; krajowych i zagranicznych (m.in. Polityka (tygodnik), Przekrój, Newsweek). Od 2020 roku jest kierowniczką warsztatu foto-video i wykładowczynią w School of Form Uniwersytetu SWPS.
W latach 2008–2010 Rayss stworzyła reportaż z zawodów kulturystycznych na Śląsku. Projekt „Piękne ciała” to cykl portretów kulturystów i kulturystek oraz zawodniczek fitness wykonanych na tle ciemnej, jednolitej ściany tuż przy wejściu na scenę, przy świetle zastanym. Za stworzony cykl otrzymała pierwszą nagrodę w konkursie Newsreportaż w 2009 roku.
Dwukrotnie nagradzana w konkursie Pictures of the Year, dwukrotna finalistka Hasselblad Masters Award, zdobyła także wiele krajowych nagród, m.in. w konkursach Grand Press Photo, BZWBK Press Photo, Newsreportaż. Opublikowała albumy fotograficzne: „Z zapisków kolekcjonera” (2019), „Tu się zaczyna koniec miast” (2015) – o industrialnej, niepokojącej stronie organizmów miejskich i „American Dream” – o transformacji kulturalnej i triumfie pop kultury w Europie Środkowo Wschodniej.
Prowadzi wiele warsztatów fotograficznych, w School of Form na Uniwersytecie SWPS, między innymi w Instytucie Kultury Polskiej na Uniwersytecie Warszawskim, w Centre National Audiovisuel w Luksemburgu, uczyła w kilku szkołach fotograficznych, była kuratorką w sekcji ShowOff Miesiąca Fotografii w Krakowie i jurorką konkursów fotograficznych.